# Kabupaten de Biak Numfor
Pour les articles homonymes, voir Biak (homonymie) et Numfor.
Le kabupaten de Biak Numfor, en indonésien Kabupaten Biak Numfor, est un kabupaten de la province de Papouasie en Indonésie. Son chef-lieu est Biak.
Outre les îles de Biak et de Numfor d'après lesquelles il est nommé, le kabupaten comprend 42 autres îles, dont les îles Padaido.

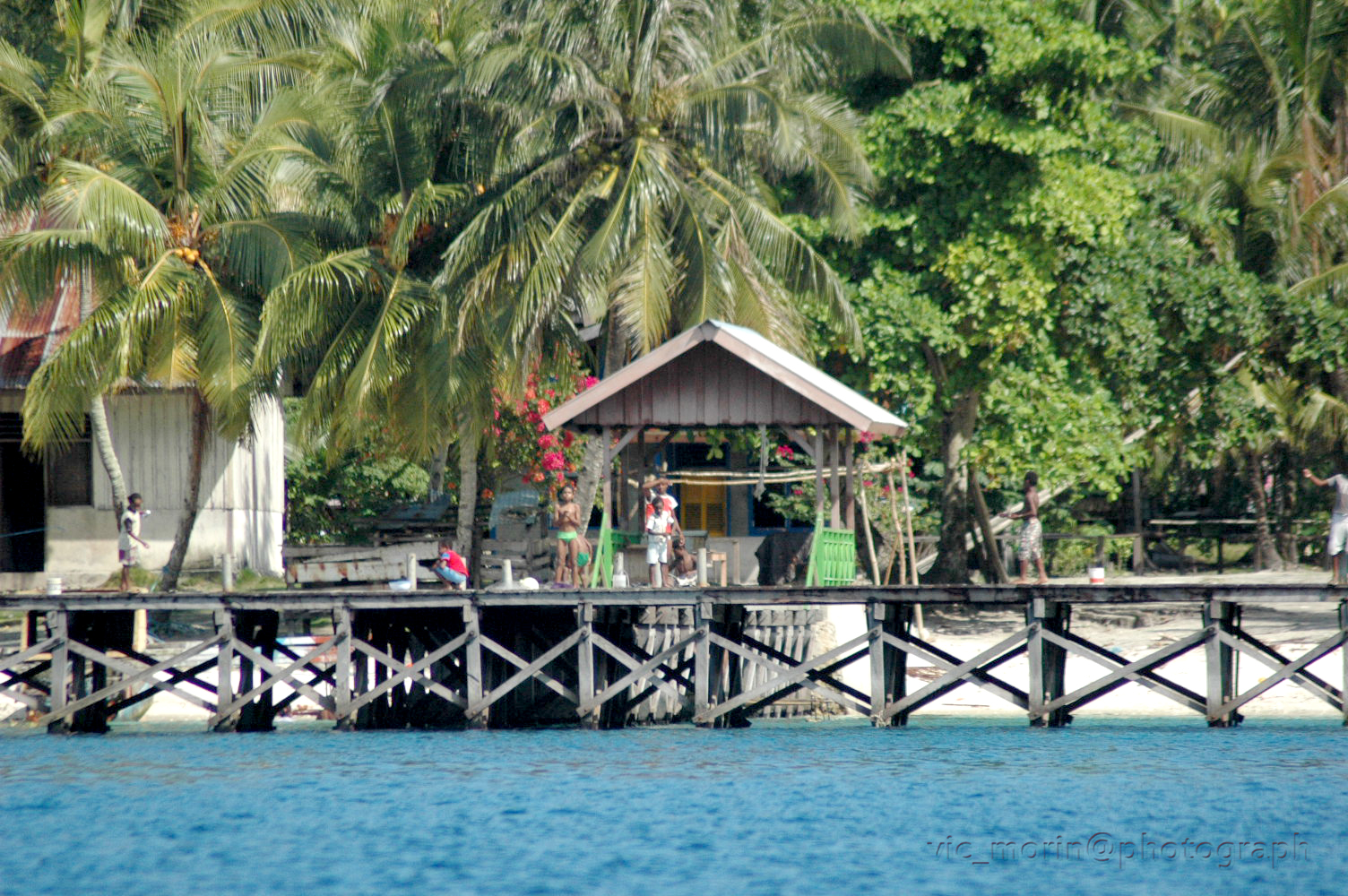
Au bord de l'île Passi, région d'Ainando

## Géographie
Le kabupaten est bordé :
- Au nord, par celui de Supiori et par l'océan Pacifique,
- À l'est, par l'océan Pacifique,
- Au sud, par le kabupaten des îles Yapen
- À l'ouest, par les kabupaten de Manokwari et Supiori.

## Histoire
Sous l'administration coloniale néerlandaise, les îles portaient le nom d'îles Schouten, d'après le premier Européen à les avoir abordées, au XVIIe siècle.

## Distrik
- Numfor Barat
- Orkeri
- Numfor Timur
- Bruyadori
- Poiru
- Padaido
- Aimando
- Biak Timur
- Oridek
- Biak Kota
- Samofa
- Yendidori
- Biak Utara
- Andi
- Warsa
- Yawosi
- Bondifuar
- Biak Barat
- Swandiwe